# James Alexander
James Alexander (anglès: James Waddell Alexander II)  (Sea Bright, 19 de setembre de 1888 - Princeton, 23 de setembre de 1971) fou un matemàtic estatunidenc conegut pels seus treballs en el camp de la topologia algebraica.

## Biografia
Fill del pintor John White Alexander i d'Elizabeth Alexander (que, malgrat la coincidència de cognoms, no eren parents), va estudiar matemàtiques i física a la Universitat de Princeton, on fou alumne d'Oswald Veblen. En 1912 viatjà a Europa i estudià a París i a Bolonya. Retornà a Princeton i es doctorà en topologia en 1915 amb la tesi Functions which map the interior of the unit circle upon simple regions. Es casà amb Natalia Levitzkaja el 15 de gener de 1917 i serví com a tinent a l'exèrcit dels Estats Units el mateix any, en el context de la Primera Guerra Mundial. Quan va acabar la guerra havia assolit el rang de capità.
Quan tornà a Princeton després de la guerra exercí de professor. En 1928 guanyà el Premi Bôcher i dos anys més tard fou escollit membre de l'Acadèmia Nacional de Ciències dels Estats Units. De 1933 a 1951 fou també membre de l'Institut d'Estudis Avançats de Princeton, del que no volgué cobrar res car esdevingué milionari després d'heretar una generosa fortuna.
Durant la Segona Guerra Mundial tornà a treballar per l'exèrcit, però aquesta vegada no com a militar sinó com a civil per les Forces Aèries estatunidenques a l'oficina de recerca i desenvolupament científics.
A principis de la dècada de 1950 Alexander estigué sota el punt de mira de la caça de bruixes de McCarthy. Per aquest fet desaparegué de la vida pública des de la seva retirada en 1951. La seva darrera aparició en públic fou en juliol de 1954, quan signà una declaració en favor de Robert Oppenheimer, que havia perdut la seva autorització de seguretat.

## Contribucions
Va descobrir, juntament amb Oswald Veblen, que la topologia de varietats es pot estendre als políedres. Abans de 1920 ja havia demostrat que les homologies de complexes simplicials són un invariant topològic. També va treballar amb l'objectiu de donar fonaments més rigorosos a les idees intuïtives d'Henri Poincaré i, també abans de 1920, va fer contribucions fonamentals a la teoria de superfícies algebraiques i a l'estudi de les transformacions de Cremona.
Poc després d'arribar a Princeton va generalitzar el teorema de la corba de Jordan i, posteriorment, se centrà plenament en el camp de la topologia. En aquest camp va fer importants contribucions en el teorema de separació de Jordan-Brouwer i va provar el teorema de la Dualitat d'Alexander i el Lema d'Alexander per la n-esfera. En 1924 va definir l'esfera banyuda d'Alexander i en 1928 va descobrir el polinomi d'Alexander, el mateix any que rebé el Premi Bôcher pel seu treball Combinatorial analysis situs publicat al Transactions of the American Mathematical Society en 1926.
Durant els següents anys es va centrar en la teoria de nusos i la teoria combinatòria de complexes. En 1935 va introduir la cohomologia d'Alexander-Spanier, que fou generalitzada en 1948 per Spanier. També pels volts de 1935, simultàniament a Andrei Kolmogórov, descobrí la teoria de cohomologies.